# Manciles
Manciles è un comune spagnolo di 22 abitanti situato nella comunità autonoma di Castiglia e León.